# Gunnar Gunnarsson
Gunnar Gunnarsson (født 18. maj 1889 i Fljótsdalshreppur, død 21. november 1975 i Reykjavik) var en islandsk forfatter, som mest skrev på dansk. Hans hovedværker er den historiske roman Borgslægtens Historie og Kirken paa Bjærget. Men især Svartfugl blev vel modtaget og fik anmelderros af blandt andet Otto Gelsted i tidskriftet Ekko.

## Baggrund
Gunnar Gunnarsson kom til verden i Fljótsdalur, men voksede op i Vopnafjörður, som søn af landmanden Gunnar Helgi Gunnarsson og Katrín Þórarinsdóttir, datter af en fiskerbonde. Hans mors død, da han var otte år, mærkede Gunnar for livet; og et tilbagevendende tema i hans bøger er netop, hvordan en idyllisk verden knuses. I 1907 flyttede han til Danmark, hvor han i to år var elev på Askov Højskole. Som forfatter havde Gunnar begyndt sin karriere, inden han fyldte 17. Han fik udgivet to digtsamlinger, Vorljóð og Móðurminning (= Minde om mor). Fra 1910 viede han sig helt til sit forfatterskab, hvorved han ofrede sit modersmål: "Jeg er nødt til at skrive på dansk for at kunne overleve," skrev han til en ven. "Jeg vender ikke tilbage til Island, før jeg har vundet et navn." I 1911 mødte han Franzisca Jørgensen; de giftede sig det følgende år. Selv om Gunnar skrev sine tidlige bøger på dansk, var handlingen næsten altid henlagt til hans hjemland. Skønt han boede i Danmark frem til 1939, fremstod han som en islandsk forfatter. Han oversatte Halldór Laxness' Salka Valka til dansk i 1934; til gengæld oversatte Laxness flere af Gunnar Gunnarssons bøger til islandsk. 

## Mødet med Hitler
I mellemkrigstiden var Gunnarsson den mest kendte islandske forfatter, og nomineret til Nobelprisen i litteratur seks gange mellem 1918 og 1961. Han introducerede den norske forfatter Olav Duun i Danmark med sin oversættelse af Medmennesker (1930).
Han mødte Hitler i marts 1940,  angiveligt for at overbevise diktatoren om at lade de nordiske lande være; men stemplet som "tyskvenlig" forfulgte ham derefter livet ud.  I 1955 var han en af favoritterne til Nobelprisen, men blev slået på målstregen, ovenikøbet af Laxness. I sin tid havde Gunnarsson hjulpet den unge Laxness med at få hans bøger udgivet i Danmark; nu var der sket et tronskifte. Gunnarsson blev regnet som aflægs, og dertil kom rygtet om tyskvenlighed.

## Adventog Hemingway
I december 1925 var en gruppe mænd ude på eftirleit (= efterledning, bagefter-søgen) efter de får, der ikke var blevet fundet og hentet hjem det efterår. Det sneede tæt, og en efter en gav mændene op og gik hjemad. Til sidst var kun den gamle hyrde Benedikt Sigurjónsson - kendt som Fjalla-Bensi (= Bjerg-Bensi) - tilbage på bjerget, i selskab med sine følgesvenner vædderen Eitill og hunden Leo – på folkemunde kaldtes de "treenigheden". Det var ikke første gang, Bjerg-Bensi var på eftirleit; men denne gang gik han vild i sneen. Heller ikke hunden fandt vejen tilbage, så de tre søgte tilflugt i en jordhule for at holde varmen. De var gået tom for mad, og først efter to uger – 2. juledag 1925 – kom den gamle ravende ned fra bjerget, mere død end levende, men medbringende Eitill, Leo og fåreflokken. I 1930 blev hans historie udgivet i tidsskriftet Eimreiďin, hvor han fortalte, at det hele ikke havde været så galt - for han havde da mindst to gange været ude for værre oplevelser til fjelds. Gunnarsson kom over historien og bearbejdede den til skønlitteratur; og netop denne historie, hentet fra virkeligheden, blev hans største succes internationalt. Første gang trykt under titlen Den gode hyrde i et dansk blad i 1931; i tysk oversættelse i 1936, og i sin endelige form som historien Advent på dansk samme år. Bogen blev oversat til engelsk og i USA udvalgt til Book of the month club i 1941 og trykt i 200.000 eksemplarer. Også Wehrmacht delte den under anden verdenskrig ud til soldaterne. Tyske besættelsestropper i Danmark kan godt have kendt historien. Det forlyder, at den blev læst af Hemingway, og inspirerede ham til Den gamle mand og havet fra 1952. I Hemingways beretning er det den gamle fisker Santiago, der på sin jagt efter en kæmpefisk trækkes til havs, før han halvdød af udmattelse lykkes i at trække fisken ind. Beretningen var stærkt medvirkende til, at Hemingway i 1954 fik Nobelprisen – men var der tale om et plagiat af Gunnarssons Advent? Begge historier handler om en gammel mands kamp mod en ubarmhjertig natur, og fortælles som en indre monolog, mændene fører med sig selv for at magte ensomheden. (Hemingways helte befinder sig ellers sjældent alene i ødemarken.) Begge de gamle har en ung beundrer. Benedikt er imidlertid en barmhjertig samaritaner, med en uskyldig fromhed, der mangler hos Santiago. Advent ender lykkeligt, med alle parter i god behold, mens Hemingways gamle mand vender slagen hjem – godt nok medbringende sin monsterfisk, men hajer har ædt kødet af den. Hemingway var glad for nordisk litteratur; han sagde, at Hamsun havde lært ham at skrive, og han læste både Laxness' og Gunnarssons bøger. Selv skrev han nærmest i sagastil, hvor følelserne, der styrer hændelsesforløbet, udelades i teksten. Man må finde dem mellem linjerne. Hvis Advent virkelig var forbillede for Den gamle mand og havet, kan det nok passe, at Gunnarsson i 1955 blev ringet op af Hemingway, der sagde: "Det var du, og ikke Laxness, som fortjente at få prisen." Men historien er dog aldrig blevet verificeret. 

## Tilbage på Island
Fra 1948 var han bosat i Reykjavík, hvor han også ligger begravet. Han købte naboejendommen til sit barndomshjem, og donerede den til den islandske stat. I dag er der digterboliger, samt Gunnar Gunnarssons institut. 
Med sin kone fik han sønnerne Gunnar (født 28. maj 1914) som blev kunstmaler, og Úlfur (født 12. november 1919), som blev læge.  Gunnarsson fik også sønnen Grímur med Ruth Lange i 1929. Grimur blev journalist og redaktør, og giftede sig med Else Birkmose.